# Rossana
Rossana település Olaszországban, Piemont régióban, Cuneo megyében. Lakosainak száma 826 fő (2023. január 1.). Rossana Costigliole Saluzzo, Piasco, Busca és Venasca községekkel határos.

## Népesség
A település lakossága az elmúlt években az alábbi módon változott:
| Lakosok száma | 897  | 883  | 826  |
|               | 2017 | 2018 | 2023 |